# Сєверний (Воскресенський район)
Сєверний (рос. Северный) — селище в Воскресенському районі Нижньогородської області Російської Федерації.
Населення становить 183 особи. Входить до складу муніципального утворення Воздвиженська сільрада.

## Історія
Від 2009 року входить до складу муніципального утворення Воздвиженська сільрада.

## Населення
| 1999 | 2002 | 2010 |
| ---- | ---- | ---- |
| 255  | ↘227 | ↘183 |